# 安德烈·卡尔洛夫遇刺案
39°54′31″N 32°51′27″E / 39.908630°N 32.857584°E
2016年12月19日，俄罗斯驻土耳其大使安德烈·根纳季耶维奇·卡尔洛夫在土耳其首都安卡拉出席画展活动时遇刺身亡。據報兇徒是一名休班的土耳其警察，在現場大叫「真主至大」並開了至少8槍。据英国天空电视台消息，袭击者曾用土耳其语大喊：“我们曾发誓殉难而死，这是对叙利亚和阿勒颇的报复！在他们得到安宁之前，你们休想得到安宁。退后！只有死亡能带我离开这里！”最終襲擊者遭警方擊斃。
在这场暗杀发生前，土耳其有示威抗议俄罗斯介入叙利亚内战和阿勒颇进攻，尽管土耳其和俄罗斯政府一直在主張停火谈判。
事发后，俄罗斯总统普京、土耳其总统埃尔多安均发表声明，对此次袭击予以强烈谴责，中国、美国、英国及联合国对此也表示谴责，候任美国总统唐纳德·特朗普在Twitter上表示“文明世界须转变思维”。在卡尔洛夫遇刺后，俄罗斯联邦旅游署发布公告，呼吁目前在土耳其旅行的俄罗斯游客不要去人群密集的场所。

## 背景和动机
俄罗斯和土耳其官员在阿勒颇撤离期间就叙利亚停火问题举行了会谈。俄罗斯、土耳其和伊朗举行会谈，谈判解决叙利亚内战的问题。
凶徒在行凶的时候喊着“不要忘记阿勒颇”、“不要忘记叙利亚”，这可能是他行凶的动机。土耳其总统雷杰普·塔伊普·埃尔多安宣布，此次暗杀旨在破坏俄罗斯与土耳其的关系。纽约时报推测，也可能是报复俄罗斯空军空袭阿勒颇的叛军控制区。

### 动机
此次刺杀的动机尚未明确。虽然看似是对俄罗斯参与阿勒颇战役（叙利亚内战的一部分）的行动展开报复，也有人怀疑伊斯兰极端主义或俄罗斯恐怖主义是刺杀的原因。北约参与刺杀行动的谣言已经在政府官员和评论员之间流传。另外存疑的两个组织：伊斯兰国（IS）和征服沙姆陣線。土耳其曾遭疑支持这两个恐怖组织。据报道，土耳其当局正在追查葛兰恐怖组织与此次袭击事件的关系：在一次新闻发布会上，土耳其总统雷杰普·塔伊普·埃尔多安声称，凶手是该组织的成员。IS和基地组织名下的帐户在社交媒体上替此次袭击点赞。凶手在行凶时说的话语，和叙利亚伊斯兰教叛乱组织Jabhat Fatah al-Sham（以前的征服沙姆陣線）的非官方国歌很相似。

## 过程
卡尔洛夫应邀出席土耳其的一个俄罗斯乡村摄影展，并发表现场讲话。摄影展名为“土耳其人眼中的俄罗斯”，于安卡拉詹卡亚区凯达斯·撒奈特·梅克玆（Cagdas Sanat Merkezi）现代艺术中心举办。
奥尔塔廷斯利用警察证混进大厅，画廊与会者都以为他是卡尔洛夫的贴身保镖。大使开始演讲没多久，他向对着正在直播的电视镜头对空开了一枪，之后致敬圣战组织，并朝大使背部开了数枪，致其死亡，并误伤数人。

枪杀大使后，奥尔塔廷斯在房内踱步，砸碎展出的图片，并以阿拉伯语和土耳其语高喊：“真主万岁，不要忘记阿勒坡，不要忘记叙利亚”。最终土耳其安全部队击毙奥尔塔廷斯，而大使送至医院，但因伤势过重身亡。

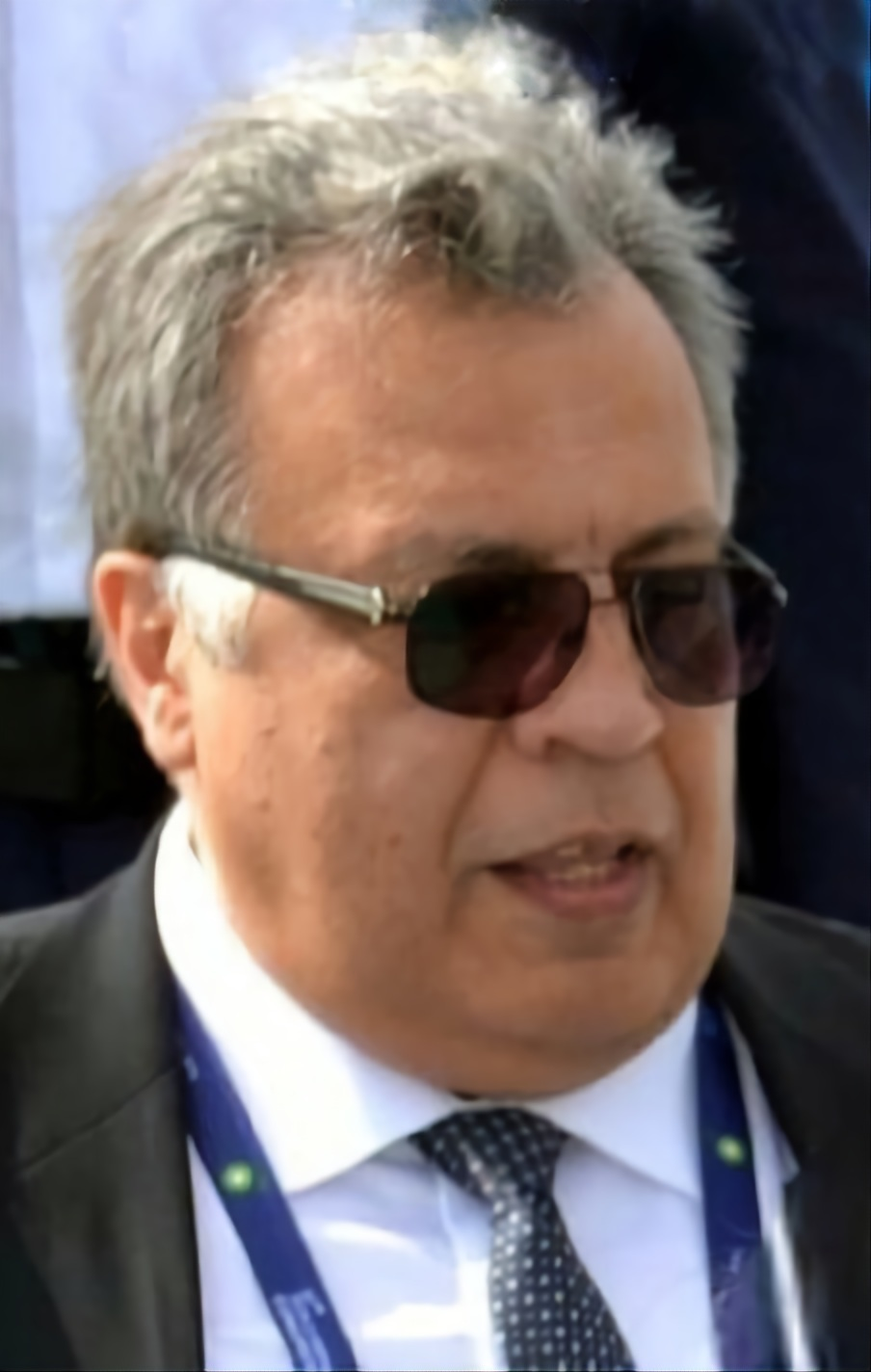
卡尔洛夫（2016年）

## 受害者
安德烈·根纳季耶维奇·卡尔洛夫1954年出生于莫斯科，毕业于莫斯科国立国际关系学院国际经济关系学系。他于1976年在苏联外交部开始了他的职业生涯。苏联解体后，卡尔洛夫继续在俄羅斯駐朝鮮大使館担任各种外交职务。一直到2013年7月，卡尔洛夫改调俄罗斯驻土耳其大使馆担任大使。卡尔洛夫是继亚历山大·格里伯耶多夫、瓦茨拉夫·沃罗维斯基和前苏联驻波兰大使皮约托·沃伊科夫后，第四位在任期间殉职的俄罗斯大使。

## 刺客
凶徒梅尔鲁特·莫特·奥尔塔廷斯（土耳其語：[ˈmevlyt ˈmæɾt ˈɑɫtɯntɑʃ]；1994年6月24日-2016年12月19日）是事发时休班的警察，生于土耳其西北部爱琴海地区艾登省瑟凯城的世俗家庭。尽管瑟凯城是土耳其最古老的城镇之一，但在奥尔塔廷斯家人居住的周围，民族主义和伊斯兰主义十分盛行。诸如“上帝应该给予土耳其人”和“伊斯兰是唯一的道路”等口号是该地区常见的涂鸦。他自从2所大学將之劝退后 ，2014年从伊兹密尔警察学校毕业 。他在安卡拉的防爆警察部队服役了2年半。直到2016年7月，他曾有8次参加土耳其总统埃尔多安的安保工作。
土耳其媒体报道称，奥尔塔廷斯牵涉政变，于10月停职，但于11月中旬复职。土耳其总统雷杰普·塔伊普·埃尔多安认定奥尔塔廷斯是安卡拉防暴警察的一员。

## 各方反应

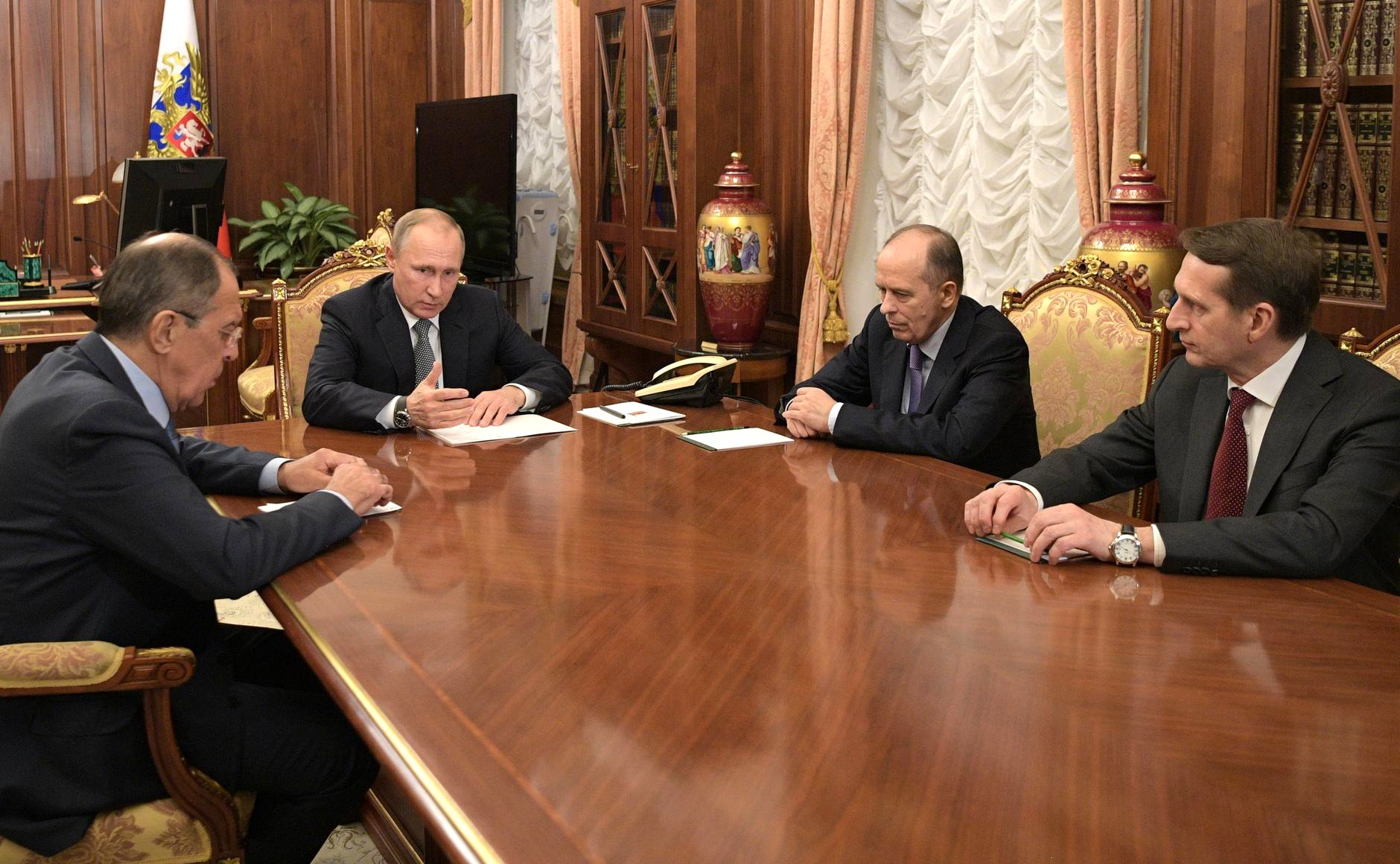
普京于事发后商讨善后对策。

许多国家元首纷纷谴责此次袭击，同时向大使家属及其他受害者和俄罗斯人民表示慰问。
尽管伊斯兰国并未声称对袭击负责，但它的支持者们已经开始庆祝。据埃及报纸《第七日》的报道，包括征服沙姆阵线在内的伊斯兰教征服者联盟声称对暗杀事件负责。
卡塔尔记者伊尔哈姆·巴达尔（Elham Badar）表示枪击案是对俄罗斯在阿勒坡及其他冲突地区的野蛮反应的个人回应。《纽约每日新闻》专栏作家格什·昆特玆曼（Gersh Kuntzman）將卡尔洛夫遇害案和犹太学生赫佐尔·格林斯潘刺杀纳粹德国外交官恩斯特·冯·拉特的事件進行比較，表示“正义得到彰显”，引来舆论批评。俄罗斯外交部其后要求《纽约每日新闻》刊文道歉。因亲欧盟示威运动讲话闻名的前乌克兰内政部长沃洛迪马伊·帕拉斯乌基称刺客是英雄。
土耳其方面，总统埃尔多安发布视频短讯，表示“俄土关系对地区关系尤为重要，蓄意破坏者不会得逞。”其后与俄罗斯总统弗拉基米尔·普京会谈时，他补充道，双方一致同意枪手刺杀俄罗斯驻安卡拉大使是企图伤害两国关系的挑衅行为。外交部承诺不遗余力地阻止袭击事件为俄土关系埋下阴影。外交部长梅夫吕特·恰武什奥卢宣布俄罗斯大使馆所在街道将用大使的名字命名。
俄罗斯外交部发言人玛丽亚·扎哈罗娃表示，恐怖主义不停歇，我们将果断战斗到底。”普京表示，“已经发生的犯罪行为毫无疑问是一种挑衅，旨在破坏俄土关系正常化和俄罗斯、土耳其、伊朗等国积极推动的叙利亚和平进程”。他要求世界各地的俄罗斯大使馆加强安保，表示需要知道凶手的指挥者。
美国国务卿約翰·福布斯·凱瑞表示：“美国谴责今日安卡拉的俄罗斯大使安德烈·卡尔洛夫遇刺事件。我们随时准备向调查此次卑劣且侵犯代表全球各个国家的外交官人身安全权的袭击的俄罗斯和土耳其提供援助。”美国当选总统在社交媒体表示：“今天，我们向被激进伊斯兰教恐怖主义者暗杀的俄罗斯驻土耳其大使安德烈·卡尔洛夫的亲属表示慰问”。“谋杀大使侵犯了一切文明秩序的规则，必须受到一致的谴责。”